# Tíamis
El Tíamis (en grec Θύαμις) - també conegut amb el nom de Kalamas - és un riu de Grècia, de la regió de l'Epir. Neix al nord de la Unitat perifèrica de Ioànnina i desemboca a la mar Jònica, a l'estret de Corfú.